# Menhir de la Haute-Bonde
Le menhir de la Haute-Bonde est situé à La Bouteille, dans le département de l'Aisne, en France. Il n'en existe plus qu'un fragment, visible sur le rebord de la RD 963.

## Historique
Le menhir a été classé au titre des monuments historiques en 1889.

## Description
C'est un monolithe rectangulaire d'environ 2 m de long. Au milieu du XIXe siècle, l'historien local Amédée Piette (1808-1883) en a fait le dessin. Il l'a intitulé « La Haute-Borne », titre qui a été ultérieurement corrigé en « La Haute-Bonde ». La représentation est très probablement idéalisée, comme le sont d'autres dessins qu'il a réalisés, notamment sa restitution de l'abbaye de Foigny.